# 上宝ふるさと歴史館
上宝ふるさと歴史館（かみたからふるさとれきしかん）は、岐阜県高山市上宝町にある博物館。

## 概要
- 高山市歴史民俗資料館の一つであり[2]、旧・上宝村（上宝町、奥飛騨温泉郷）の資料、伝統文化を保管展示する施設である。上宝村ふるさと歴史館として2002年（平成14年）2月完成[1]。同年4月28日に多目的活性広場（現・上宝スポーツ施設本郷多目的グラウンド）と合同で竣工式を行った[3]。2005年（平成17年）に上宝村が高山市に編入されると、上宝ふるさと歴史館に改称する。
- 旧・上宝村の化石、土器、石器、民具、民俗資料の他、大原騒動、円空、播隆に関する資料を展示する。また、円空仏を約20体展示している。
- 上宝スポーツ施設の事務所を兼任する。

## 施設概要
- 展示コーナー
  - 山に抱かれた奥飛騨･上宝 - 化石、土器、石器など
  - 山々への畏怖と深い信仰心 - 円空、播隆に関する資料、円空仏など
  - 厳しい農業の歴史と人々の努力 - 大原騒動、本郷村善九郎[4]に関する資料など
  - 山を治める人々の智恵 - 民具、民俗資料など
- 研修室
- 映像学習室 - 映画「莟みし花」[5]を上映

## 利用案内
- 所在地：岐阜県高山市上宝町本郷582-12
- 開館時間：9:00 - 16:00
- 休館日：月曜日（月曜日が祝日の場合は翌日）
- 入館料：無料

## 交通アクセス

### 公共交通機関
- 濃飛バス国府･上宝線「上宝支所前」バス停より徒歩約6分
  - JR高山本線高山駅（高山濃飛バスセンター）、または飛騨国府駅より「中山口」行き

## 周辺施設
- 高山市役所上宝支所
- 高山市上宝保健センター
- 上宝スポーツ施設（本郷多目的グラウンド・本郷屋内運動場）
- 高山市立本郷小学校
- 高山市立北稜中学校
- 上宝郵便局